# Oliver Cromwell (sång)
Oliver Cromwell, sång av Monty Python. Sången framförs till melodin av Chopins Polonaise héroïque och handlar om den brittiska statsmannen Oliver Cromwells liv. En inspelning gavs ut 1989 och fanns med på skivan Monty Python Sings från 1991, men hade framförts av gruppen så pass tidigt som 1969 i radioprogrammet I'm Sorry, I'll Read That Again.